# Give Me the Night (album)
Give Me The Night je osemnajsti studijski album ameriškega džezovskega glasbenika Georgea Bensona, ki je poleti 1980 izšel pri založbi Warner Bros. Records.

## Sprejem
Album je produciral Quincy Jones, izdala pa ga je Jonesova založba Qwest Records v sodelovanju z Warner Bros. Records. Album je dosegel vrh tako lestvice Top Soul Albums kot Jazz Albums Chart, dosegel pa je tudi 3. mesto lestvice Billboard 200.
Uspeh albuma je bil tolikšen predvsem zaradi glavnega singla, »Give Me the Night«, ki se je povzpel na vrh lestvice Soul Singles. Skladbo »Moody's Mood« je Benson posnel skupaj z R&B pevko Patti Austin. Album je dosegel platinast certifikat s strani Združenja ameriške glasbene industrije in je edini Bensonov album, ki ga je produciral Quincy Jones.

## Nagrade
Give Me the Night je leta 1980 osvojil tri grammyje:
- grammyja za najboljšo vokalno moško R&B izvedbo
- grammyja za najboljšo vokalno moško jazz izvedbo (»Moody's Mood«)
- grammyja za najboljšo instrumentalno R&B izvedbo (»Off Broadway«)

Quincy Jones in Jerry Hey sta osvojila grammyja za najboljši instrumentalni aranžma pri skladbi »Dinorah, Dinorah«.

## Seznam skladb
| Št.             | Naslov                          | Pisec                                   | Dolžina |
| --------------- | ------------------------------- | --------------------------------------- | ------- |
| 1.              | „Love X Love‟                   | Rod Temperton                           | 4:45    |
| 2.              | „Off Broadway‟                  | Temperton                               | 5:23    |
| 3.              | „Moody's Mood‟ (s Patti Austin) | Eddie Jefferson, James Moody            | 3:24    |
| 4.              | „Give Me the Night‟             | Temperton                               | 5:01    |
| 5.              | „What's on Your Mind‟           | Glen Ballard, Kerry Chater              | 4:02    |
| 6.              | „Dinorah, Dinorah‟              | Ivan Lins, Vitor Martins                | 3:39    |
| 7.              | „Love Dance‟                    | Lins, Gilson Peranzzetta, Paul Williams | 3:18    |
| 8.              | „Star of a Story (X)‟           | Temperton                               | 4:42    |
| 9.              | „Midnight Love Affair‟          | David "Hawk" Wolinski                   | 3:31    |
| 10.             | „Turn Out the Lamplight‟        | Temperton                               | 4:43    |
| Skupna dolžina: | Skupna dolžina:                 | Skupna dolžina:                         | 42:21   |

## Osebje

### Glasbeniki
- George Benson – vokal (1, 3, 4, 7-10), kitara (1-4, 8, 9, 10), solo kitara (6), scat (6)
- Lee Ritenour – kitara (2, 4, 5, 8, 9), akustična kitara (7), električna kitara (10)
- Louis Johnson – bas kitara (1, 2, 6, 10)
- Abe Laboriel – bas kitara (1, 3, 4, 5, 7, 8)
- John Robinson – bobni (1-6, 8, 10)
- Carlos Vega – bobni (7, 9)
- Paulinho Da Costa – tolkala (1, 2, 4, 5-8, 10)
- Greg Phillinganes – klaviature (1, 2, 3, 10), sintetizator (2, 3), Fender Rhodes (6)
- Michael Boddicker – sintetizator (4, 5, 8)
- Richard Tee – bas sintetizator (4), električni klavir (6), sintetizator (8, 9, 10)
- Herbie Hancock – sintetizator (6-9), Fender Rhodes (7, 8)
- Clare Fischer – Yamaha CS30 (6), klavir (6), Fender Rhodes (6)
- George Duke – klaviature (9)
- Jerry Hey – trobenta (1, 2, 4, 5, 6, 9)
- Kim Hutchcroft – saksofon in flavta (1, 2, 4, 5, 6, 9)
- Larry Williams – saksofon in flavta (1, 2, 4, 5, 6, 9)
- Marty Paich – godalni aranžmaji in dirigent (8)
- Sid Sharp – koncertni mojster
- Patti Austin – spremjevalni vokal (1, 4, 6, 8, 10), solo vokal (3, 7)
- Jim Gilstrap – spremljevalni vokal (1, 4, 8)
- Diva Gray – spremljevalni vokal (1, 4, 8)
- Jocelyn Allen – spremljevalni vokal (1, 4, 8)
- Tom Bahler – spremljevalni vokal (1, 4, 8, 10)

### Produkcija
- Producent, notranje opombe: Quincy Jones
- Snemanje, miks: Bruce Swedien
- Asistenti: Sheridan Eldridge, Ralph Osbourne, Mark Sackett.
- Mastering: Jim Sintetos, Kent Duncan
- Umetniški direktor: Richard Seireeni
- Ilustracija: Paul Jasmin
- Fotografija na naslovnici: Norman Seeff
- Fotografije: Peter Brill
- Tipografija: Anderson Typographics
- Menedžment: Ken Fritz, Dennis Turner

## Lestvice
| Lestvica (1980)           | Najvišja uvrstitev |
| ------------------------- | ------------------ |
| Billboard 200             | 3                  |
| Billboard Top Soul Albums | 1                  |
| Billboard Top Jazz Albums | 1                  |

### Singli
| Leto | Single                   | Mesto na lestvici | Mesto na lestvici | Mesto na lestvici |
| Leto | Single                   | Billboard Hot 100 | ZDA R&B           | ZDA Dance         |
| ---- | ------------------------ | ----------------- | ----------------- | ----------------- |
| 1980 | "Give Me The Night"      | 4                 | 1                 | 2                 |
| 1980 | "Love X Love"            | 61                | 9                 | -                 |
| 1981 | "Turn Out The Lamplight" | -                 | 33                | -                 |